# حسین سهیلی‌زاده
حسین سهیلی‌زاده (زاده ۱۳۴۳) کارگردان تلویزیونی اهل ایران است.

## فیلم‌شناسی

### تلویزیون
| سال       | عنوان            | شبکه     |
| --------- | ---------------- | -------- |
| ۱۳۷۸      | جنگلبانان کوچک   | شبکه پنج |
| ۱۳۸۰      | رستوران خانوادگی | شبکه پنج |
| ۱۳۸۰      | خانه آرزوها      | شبکه دو  |
| ۱۳۸۱      | دوقلوها          | شبکه پنج |
| ۱۳۸۲      | رانت خوار کوچک   | شبکه پنج |
| ۱۳۸۳      | عشق گمشده        | شبکه سه  |
| ۱۳۸۴–۱۳۸۳ | پیله‌های پرواز    | شبکه دو  |
| ۱۳۸۴      | روزهای اعتراض    | شبکه دو  |
| ۱۳۸۵      | آخرین گناه       | شبکه دو  |
| ۱۳۸۷      | ترانه مادری      | شبکه سه  |
| ۱۳۸۷      | گیلعاد           | شبکه دو  |
| ۱۳۸۷      | آخرین دعوت       | شبکه دو  |
| ۱۳۸۸      | دلنوازان         | شبکه سه  |
| ۱٣۸٩      | فاصله‌ها          | شبکه سه  |
| ۱۳۹۰      | سراب             | شبکه یک  |
| ۱۳۹۰      | سه، پنج، دو      | شبکه پنج |
| ۱۳۹۱      | دختران حوا       | شبکه پنج |
| ۱۳۹۲      | آوای باران       | شبکه سه  |
| ۱۳۹۳      | آخرین بازی       | شبکه پنج |
| ۱۳۹۴      | نیاز             | شبکه یک  |
| ۱۳۹۵–۱۳۹۴ | پریا             | شبکه سه  |
| ۱۳۹۵      | مرز خوشبختی      | شبکه دو  |
| ۱۳۹۶      | هست و نیست       | شبکه دو  |

### نمایش خانگی
| سال       | عنوان       | پلتفرم         |
| --------- | ----------- | -------------- |
| ۱۳۹۸–۱۳۹۷ | مانکن       | فیلیمو و نماوا |
| ۱۴۰۰–۱۳۹۹ | ملکه گدایان | فیلیمو         |
| ۱۴۰۲–۱۴۰۱ | عقرب عاشق   | نماوا          |

### سینما

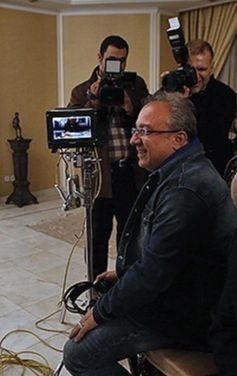
سهیلی‌زاده - ۱۳۹۲

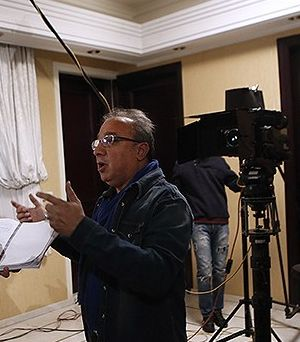
سهیلی‌زاده - ۱۳۹۲

| سال  | عنوان  | تاریخ اکران     |
| ---- | ------ | --------------- |
| ۱۳۹۸ | نیلگون | ۱۹اردیبهشت ۱۴۰۳ |